# Paolo Emilio Zacchia
Paolo Emilio Zacchia (Vezzano, 1554 – Roma, 31 maggio 1605) è stato un cardinale italiano.

## Biografia
Di famiglia patrizia genovese, nacque a Vezzano nel 1554, figlio di Gaspare Zacchia e di Veronica de' Nobili dei Signori di Vezzano.
Studiò presso l'Università di Pisa, dove conseguì un dottorato in utroque iure.
Nel 1591 divenne arcidiacono del capitolo della cattedrale di Sarzana.
Papa Clemente VIII lo creò cardinale nel concistoro del 3 marzo 1559 e il 17 marzo ricevette la berretta rossa con il titolo di cardinale presbitero di san Marcello.
Ricoprì la carica di prefetto della Congregazione del Concilio (1604-1605).
Partecipò al primo conclave del 1605 che elesse papa Leone XI, e al secondo conclave di quell'anno che elesse papa Paolo V. Per gravi motivi di salute non fu presente all'elezione del pontefice, ma praestiterunt consensum sed, et elezione hilariter approbaverunt. Morì infatti pochi giorni dopo il 31 maggio 1605 a Roma, all'età di cinquantuno anni, e fu sepolto nella chiesa del suo titolo.
Anche suo fratello minore Laudivio è stato cardinale.

## Genealogia episcopale e successione apostolica
La genealogia episcopale è:
- Cardinale Guillaume d'Estouteville, O.S.B.Clun.
- Papa Sisto IV
- Papa Giulio II
- Cardinale Raffaele Sansone Riario
- Papa Leone X
- Papa Paolo III
- Cardinale Francesco Pisani
- Cardinale Alfonso Gesualdo di Conza
- Papa Clemente VIII
- Cardinale Paolo Emilio Zacchia

La successione apostolica è:
- Vescovo Antaldo degli Antaldi (1601)
- Vescovo Papirio Picedi (1603)
- Vescovo Tommaso Lapis (1603)